# Viés aditivo
O viés aditivo é a tendência que leva a resolver problemas de uma forma errada ou não esperada. Anthony Sanni disse: "Isto pode ser exemplificado por uma pessoa que trabalha num projeto por meio de adição, mesmo quando a subtração é uma abordagem melhor."
É um desejo/tendência cognitiva dos seres humanos que enfrentam problemas de adicionar recursos em vez de tirar ou subtrair. Segundo Keith Holyoak, “os humanos procuram fortalecer um argumento ou um gestor procura encorajar um comportamento desejado, exigindo assim uma busca mental por possíveis mudanças.
Leidy Klotz conduziu uma série de experiências laboratoriais, demonstrando como, quando confrontados com um problema, os sujeitos eram mais propensos a adicionar elementos em vez de subtrair, mesmo quando a subtração teria levado a uma solução melhor.